# José Luis Torres Vitolas
José Luis Torres Vitolas (Lima, 1971) es un escritor y editor peruano afincado en Madrid donde dirige la Editorial Casa de Cartón. 

## Biografía
José Luis Torres Vitolas estudió Ingeniería Industrial en la Pontificia Universidad Católica del Perú. Mientras estudiaba esta carrera obtuvo varios premios y reconocimientos en concursos de relatos y cómics. Durante este tiempo, formó parte también del grupo dedicado al cómic Crash Boom Zap. Trabajó como editor en una ONG peruana y escribió los quince volúmenes que componen la Colección héroes y personajes.
Desde el 2004 reside en Madrid, y en el año 2011 fundó junto a su socia Mariella Carnero Díaz la Editorial Casa de Cartón. En 2008 su libro de relatos 5:37 resultó finalista del V Premio Iberoamericano Cortes de Cádiz y en 2012 su primera novela, Albatros, obtuvo el Premio Internacional Alfons el Magnanim de Narrativa en Castellano. Albatros también fue reconocida como la Mejor Ópera prima en Castellano del 2013 en el Festival du Premier Roman de Chambéry (Francia) después de la selección realizada por una red de más de tres mil lectores distribuidos en casi diez países entre Europa, África y América. Debido a su labor como escritor y editor, en 2013 fue elegido como uno de los 100 latinos más relevantes del año.

## Premios
- 2014: Mejor Ópera Prima en Castellano por Albatros, Festival du Premier Roman de Chambéry.
- 2013: Reconocimiento 100 Latinos en Madrid 2013.
- 2012: Premio Internacional Alfonso el Magnánimo de Narrativa en Castellano.
- 2008: Finalista del V Premio Internacional Cortes de Cádiz.
- 2002: Primer Puesto en la categoría Ensayo en los Juegos Florales de la Pontificia Universidad Católica del Perú.
- 2001: Segundo Puesto en la categoría Ensayo, en el Concurso Diálogo de Culturas organizado por la Pontificia Universidad Católica del Perú y la UNESCO.
- 2001: Primer Puesto en la categoría Cómic en los Juegos Florales de la Pontificia Universidad Católica del Perú.
- 2000: Primer Puesto en la categoría Cómic en los Juegos Florales de la Pontificia Universidad Católica del Perú.
- 2000: Primer Puesto en la Categoría Cuento en los Juegos Florales de la Universidad Ricardo Palma, concurso en el que se convocó a todas las universidades del país.
- 1999: Tercer Puesto en el Concurso Nacional de Cuentos “Una aventura nocturna”, convocado por el Circuito de Librerías de Miraflores en Homenaje a Julio Ramón Ribeyro.
- 1997: Segundo Puesto y Tercer Puesto en la categoría Cuento en los Juegos Florales de la Pontificia Universidad Católica del Perú.
- 1997: Finalista en el Primer Concurso Juvenil de Cuentos convocado por el Instituto de Desarrollo Juvenil CEAPAZ.
- 1996: Primer Puesto en la categoría Historieta en los Juegos Florales de la Pontificia Universidad Católica del Perú.